# 井関盛艮
井関 盛艮（いせき もりとめ、天保4年4月21日（1833年6月8日） - 明治23年（1890年）2月12日）は、幕末の宇和島藩士、明治期の官僚・実業家。初名は峰尾・字は公敦。通称は斎右衛門（さいえもん）。書によっては名を「盛良」（もりよし）とするものもある。

## 経歴
藩主伊達宗城に仕え、安政6年（1859年）に山奉行、文久3年（1863年）に大目付役軍使兼寺社奉行を務め、後に藩命によって京都や長崎で政治工作にあたる。維新後は宗城に従って新政府に出仕して外国事務局や外務省に勤務し、明治2年1月10日締結の「独逸北部聯邦条約」に全権の一人として名を連ねた（記名「井関斎右衛門」花押）。同年4月17日（1869年5月28日）に神奈川県知事に任じられる。神奈川県知事時代に伊勢山皇大神宮創建や横浜毎日新聞の創刊などの事業に関わった。明治4年（1871年）に宇和島県参事に任じられるが、赴任することなく同年のうちに名古屋県令に転じ、愛知県に改称後もそのまま県令に留まった。明治6年（1873年）に島根県権令に任ぜられ、翌年に県令に転じるが、明治9年（1876年）に退官して実業界に転じ、甲武鉄道発起人として東京-八王子間の鉄道敷設に尽力、また第二十国立銀行取締役、東京株式取引所肝煎頭取などを歴任した。人物写真の収集でも知られ、井関が所有していた勝海舟、近藤勇、木戸孝允、高杉晋作、岩倉具視、伊藤博文らの肖像など、幕末から明治中期にかけての古写真230葉が、東京都港区立港郷土資料館に収蔵されている。
明治23年（1890年）2月12日死去。享年56。同年2月14日、正五位を追贈された。墓は東京の谷中霊園にある。